# Portada/efemèride setembre 12
Amílcar Cabral
« 11 de setembre · 12 de setembre · 13 de setembre »